# Túnel Holland
El túnel Holland es un túnel de carretera bajo el río Hudson conectando la isla de Manhattan en la Ciudad de Nueva York con Jersey City, Nueva Jersey en la Autopista Interestatal 78 en tierra continental. No está nombrado por un oficial gubernamental, ni un político, ni un héroe local, sino por su diseñador, lo cual es inusual para una obra pública estadounidense. El túnel se conocía originalmente como el túnel Vehicular del Río Hudson o como el túnel de la Calle Canal y, junto al túnel Lincoln, es uno de dos túneles de carretera debajo del río Hudson.

## Descripción
Comenzado en 1920 y completado en 1927, el túnel debe su nombre a Clifford Milburn Holland (1883-1924), ingeniero jefe del proyecto, quien falleció antes de que se completara. El renombrado diseñador de túneles, Ole Singstad, completó la obra de Holland. El túnel es uno de los primeros ejemplos de diseño ventilado, teniendo ventiladores de 24 metros de diámetro ingresando aire a una serie de conductos y retirándolo de otra serie. La ventilación fue requerida debido a la llegada del automóvil y los gases de escape asociados con ellos.
El túnel consta de un par de tubos, cada uno proveyendo dos carriles con unos 6 metros de anchura de calzada y 3,8 metros de espacio vertical. El tubo norte tiene una longitud de 2.608 metros de punta a punta, mientras el tubo sur es levemente más corto con una longitud de 2.551 metros. Ambos tubos están situados en el cimiento debajo del río, con el punto más bajo de la carretera a aproximadamente 28 metros por debajo de marea alta promedio. Una estación de peaje premunida del sistema de cobro electrónico de peajes E-ZPass (que estuvo disponible por primera vez en octubre de 1997) se encuentra en el lado de Nueva Jersey del túnel. A partir del 2008, el peaje en efectivo para paso de Nueva Jersey a Nueva York es de 8 dólares para automóviles y 7 para motocicletas (no hay peaje rumbo a Nueva Jersey). Vehículos dotados de un dispositivo E-ZPass reciben un descuento fuera del horario pico (punta) de 6 dólares para automóviles y 5 para motocicletas.
La cantidad de tránsito en el túnel Holland ha permanecido constante en los últimos años, a pesar de severas restricciones impuestas al tráfico dirigido al este, en respuesta a los atentados del 11 de septiembre de 2001, incluyendo una prohibición de tránsito comercial entrante a Nueva York, aprobada luego de una amenaza en agosto de 2004. El túnel fue utilizado por 34.698.000 vehículos en 2007, según la Autoridad Portuaria de Nueva York y Nueva Jersey, la agencia gubernamental biestatal que opera y gestiona el túnel Holland y varios otros puentes, túneles y aeropuertos en la zona. Eso es levemente menor a la cantidad de 34.729.385 vehículos vista en 2006, pero mayor a los 33.964.000 vehículos en 2005.
El túnel fue designado como un Lugar Nacional de Interés Histórico en 1993.

## Historia
El pasaje de un lado del bajo río Hudson al otro se realizaba únicamente por balsa durante siglos. Los primeros túneles excavados bajo el río Hudson fueron los túneles del Río Norte pertenecientes al Ferrocarril de Pensilvania, construidos para servir a la nueva Estación Pensilvania en la primera década del siglo XX. Una vez que se demostrara que la construcción de túneles fuera factible, tránsito automotor en aumento provocó interés en una carretera también cruzando el río.
El concepto de lo que se convertiría en el túnel Holland fue desarrollado en 1906 por una comisión conjunta entre Nueva York y Nueva Jersey. La comisión inicialmente consideró la construcción de un puente por razones de costo, pero este plan fue abandonado en favor de un túnel en 1913 cuando se determinó que el costo del terreno para vías de acceso a un puente debidamente elevado sería prohibitivo (una altura de 60 metros fue considerada la mínima altura necesaria para evitar interferencia con la navegación.)
A lo largo de los próximos años, varias propuestas de diseño fueron evaluadas para el túnel nuevo. Las primeras dos estipulaban un único tubo conteniendo dos niveles de tránsito. Una propuesta, planteada por el ingeniero George Goethals especificaba que el tráfico en cada nivel viajaría en un sentido diferente. La otra, por la empresa Jacobs and Davies, estipulaba un diámetro levemente diferente para los tubos, con un nivel "expreso" y un nivel para tránsito más lento. Ambos diseños fueron finalmente rechazados en favor de un nuevo tipo de diseño propuesto por el ingeniero Clifford Milburn Holland, en el cual dos tubos separados contendrían, en cada uno, dos carriles en el mismo sentido. La propuesta de Holland fue adoptada y él fue nombrado ingeniero jefe del proyecto. Materiales promocionales comparaban el diámetro y la capacidad del túnel propuesto con los túneles ferroviarios de menor diámetro.
La construcción del túnel, oficialmente designada el "Proyecto del Túnel Vehicular del Río Hudson", comenzó el 31 de marzo de 1922, con un grupo de obreros comenzando la excavación en la esquina de la Calle Canal y la Calle West. El 27 de octubre de 1924, el día antes de que se estipulaba que se unieran ambas mitades del túnel, Holland, con 41 años, murió de un infarto en un sanatorio de Battle Creek, Míchigan, atribuido por los individuos citados en The New York Times al estrés que él aguantaba en la supervisión de la construcción del túnel. Ceremonias de "atraviesamiento" programadas para ese día, en las cuales el presidente Calvin Coolidge hubiera activado de manera remota una explosión para conectar ambas mitades del túnel, fueron canceladas por respeto al fallecimiento de Holland. Holland fue sucedido por Milton H. Freeman, quien murió de pulmonía en marzo de 1925, luego de estar varios meses encargado del proyecto. Luego del fallecimiento de Freeman, el puesto fue ocupado por Ole Singstad, quien supervisó la finalización del túnel y diseñó su sistema pionero de ventilación.

### Construcción
La construcción del túnel requería que los obreros pasaran largos períodos bajo alta presión de hasta 3,25 atmósferas, la cual era necesaria para prevenir el ingreso de agua del río antes de la finalización de los tubos. Los obreros, denominados "sandhogs" (cerdos de arena), ingresaban al túnel a través de una serie de cámaras de aire y sólo se les permitía permanecer en el interior del túnel durante un período designado. Al salir del túnel, se les obligaba a los obreros pasar por descompresión controlada para evitar el síndrome de descompresión, una condición en la que burbujas de nitrógeno se forman en la sangre. Afortunadamente, ningún obrero murió como resultado del síndrome de descompresión: las obras incluían "756.000 descompresiones de obreros saliendo de la obra con aire comprimido," lo cual provocó 528 casos del síndrome, ninguno de los cuales fue fatal.

### Sistema de ventilación
El aspecto de diseño más significativo del túnel Holland es su sistema pionero de ventilación. Al momento de su construcción, túneles submarinos eran una parte bien establecida de la ingeniería civil, pero no se había construido ningún túnel vehicular largo: el obstáculo técnico era la ventilación requerida para evacuar las emisiones de monóxido de carbono, que sino asfixiarían a los conductores.

### Operación
La construcción del túnel llevó casi siete años y provocó la muerte de catorce obreros. El túnel abrió el 13 de noviembre de 1927, con el presidente Coolidge apretando una palanca dorada que provocara que se separaran banderas estadounidenses ubicadas en ambos lados del túnel. A los vehículos se le permitió el pasaje por el túnel a un minuto después de la medianoche, con las viudas de los ingenieros jefes Holland y Freeman en el segundo vehículo que pagara peaje. El túnel tuvo éxito inmediato. En su primer día de operación, 51.964 vehículos pasaron por el túnel, pagando un peaje de 50 centavos por automóvil (25 centavos para motocicletas y peajes para camiones alcanzando los dos dólares), se pretendía que esto sufragara el costo de US$ 48 millones del túnel. En 1931 la gestión del túnel fue transferida a la Autoridad Portuaria de Nueva York y Nueva Jersey, que continúa gestionándolo hoy en día. Sin incluir el coste inicial de 48 millones de dólares en construcción, la Autoridad Portuaria nota 536.600.000 dólares de inversión capital acumulativa a partir del 31 de diciembre de 2005.
Siempre se ha prohibido el ingreso de vehículos de tracción animal al túnel. Algunos meses antes de la apertura del túnel, hubo sugerencias que se le permitiría el paso a peatones si pagaban un peaje descrito como "desalentador", pero esto nunca más se mencionó.

### Cambios recientes
Entre 2003 y 2006 el sistema de protección contra incendios en ambos túneles fue modernizado. Extintores temporales fueron emplazados en huecos a lo largo de las paredes del túnel mientras se apagara el suministro de agua.

## Accidentes y terrorismo
En 1949, un incendio a bordo de un camión de químicos ocasionó daños enormes al tubo sur del túnel. Aunque nadie murió, el incendio provocó 66 heridos y aproximadamente 600.000 dólares en daños a la estructura. Como resultado, la Autoridad Portuaria adoptó una serie estricta de reglas acerca del transporte de materiales peligrosos dentro del túnel.
Después de los atentados terroristas del 11 de septiembre de 2001 sobre el World Trade Center, el túnel permaneció cerrado a todo tránsito, salvo tránsito de emergencia, durante casi un mes. Cuando volvió a abrir el 15 de octubre de 2001, una nueva reglamentación estricta entró en vigencia prohibiendo el ingreso al túnel de vehículos con un solo ocupante y de camiones. Vehículos con un solo ocupante se prohibían en el túnel en las mañanas de los días de semana entre las 6 y las 10 hasta el 17 de noviembre de 2003, cuando se levantaron las restricciones. Se les prohíbe a los vehículos comerciales ingresar a la Ciudad de Nueva York por el túnel Holland. Se les permite a los vehículos comerciales en las clases 1, 2 y 3 (camiones de una única unidad de dos y tres ejes) circular en el sentido oeste (hacia Nueva Jersey) a todas horas. La prohibición de camiones articulados y camiones de mayor tamaño en las clases 4, 5 y 6 (camiones de cuatro, cinco y seis ejes) permanece en vigencia en ambos sentidos a toda hora. La prohibición de remolques y vehículos remolcados permanece en vigencia en ambos sentidos a toda hora.
El servicio de telefonía celular fue desactivado después de los atentados terroristas de 2005 en Londres, pero fue reactivado algunos días después.
El 7 de julio de 2006, un complot para detonar explosivos en los túneles de la Autoridad Portuaria Trans-Hudson (se creía inicialmente que era un complot para colocar una bomba en el túnel Holland) fue descubierto por la Oficina Federal de Investigación (FBI). En una actualización más tarde de la fuente, se aclaró que el complot no tenía como blanco al túnel Holland, sino al sistema ferroviario PATH entre Nueva York y Nueva Jersey.

## En la cultura popular
La película Daylight (en España Pánico en el túnel) está basada precisamente en un accidente en este túnel.
Fue dirigida por Rob Cohen y protagonizada por Sylvester Stallone. Las escenas dentro del túnel se rodaron en unos estudios de Roma, intentando que tuviera el máximo parecido posible. Las escenas exteriores son del túnel real. Se menciona a los "cerdos de arena" y se ve el sistema de ventilación por el cual tiene que entrar el protagonista para acceder al túnel una vez que han explosionado unos camiones cargados de material peligroso.

## Galería

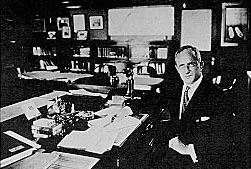
Clifford Milburn Holland, 1919
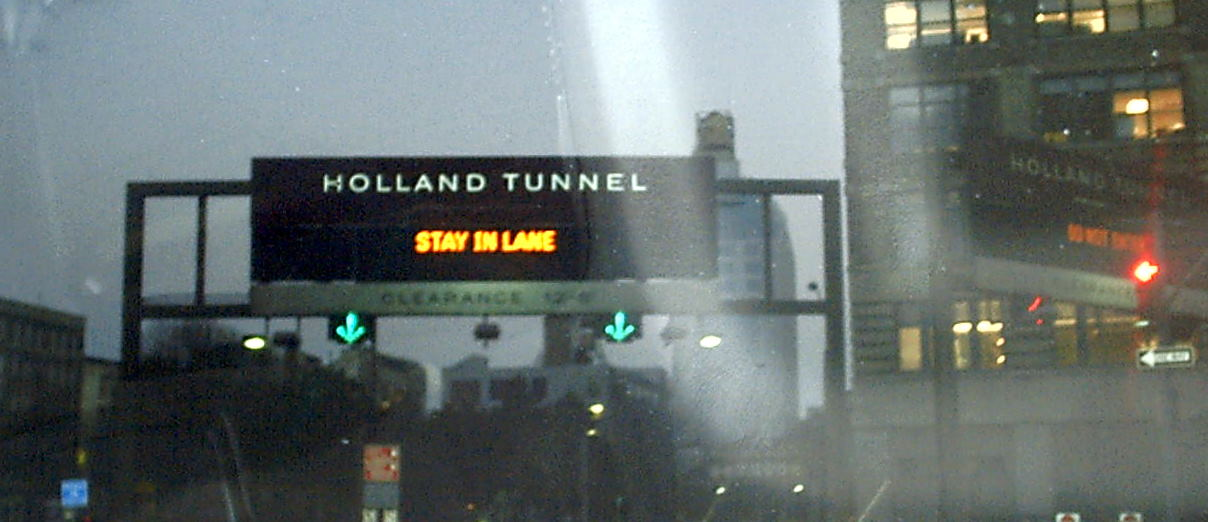
Entrada al túnel Holland desde la Ciudad de Nueva York
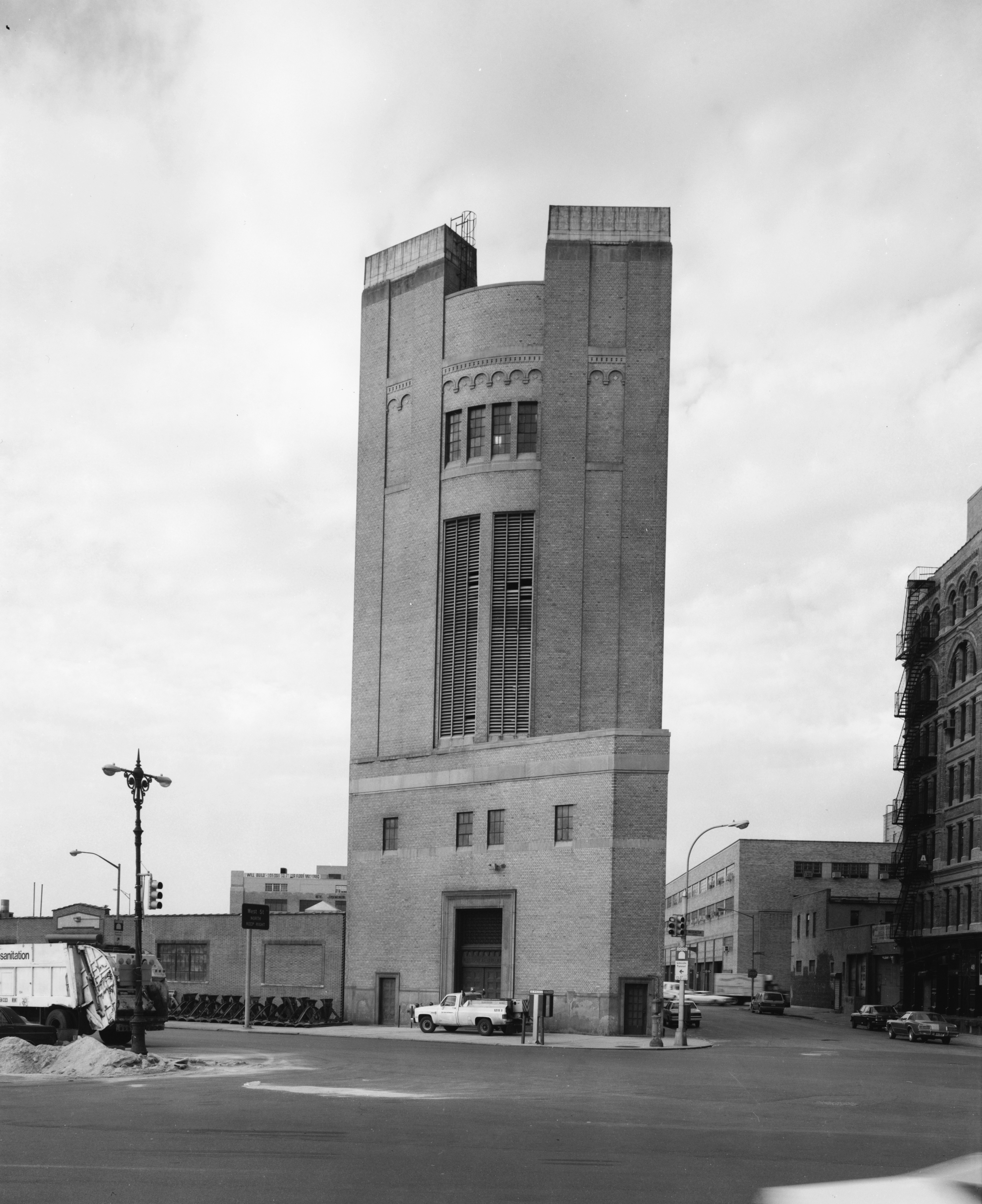
Edificio de ventilación de terreno de Nueva York, costado sur